# Ford Gran Torino Elite
Ford Gran Torino Elite – samochód sportowy klasy luksusowej produkowany pod amerykańską marką Ford w latach 1974–1975 oraz jako Ford Elite w latach 1975–1976.

## Historia i opis modelu

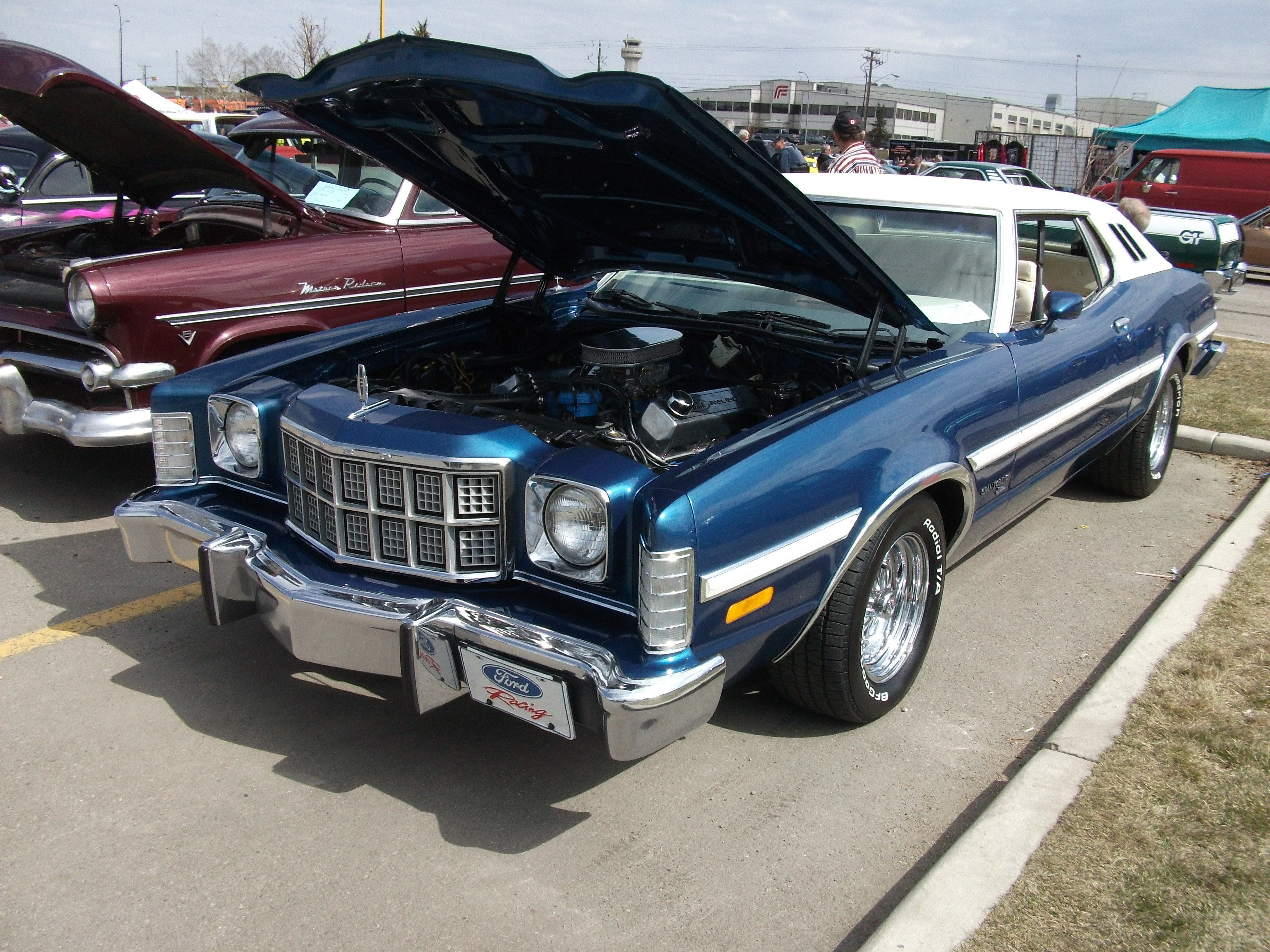
Ford Gran Torino Elite

W 1974 roku Ford przedstawił nowy model oparty na bazie sportowego coupe Torino, pełniący funkcję bardziej luksusowej i droższej alternatywy. Gran Torino Elite wyróżniał się masywnym nadwoziem z dużą ilością chromowanych ozdobników, a także podłużną maską i wyraźnie zaznaczoną atrapą chłodnicy.

### Zmiana nazwy
Po trwającej rok produkcji, w 1975 roku Ford zdecydował się dokonać zmiany nazwy na krótszą i prostszą. Przez kolejny rok samochód produkowano jako Ford Elite, po czym zastąpiła go siódma generacja modelu Thunderbird.

### Silniki
- V8 5.8l Windsor
- V8 5.8l Modified
- V8 6.6l Cleveland
- V8 7.5l M385